# Paskalizace
Paskalizace je inovativní technologie využívaná v potravinářském průmyslu. Jedná se o ošetření potravin vysokým tlakem. Ve světě je tato technologie známá také pod zkratkou HPP – High Pressure Processing – již od 19. století. Tehdy bylo zjištěno, že vysoký tlak dokáže zničit bakterie, které jsou zodpovědné za zkažené potraviny. Teprve na konci dvacátého století ale byla vyvinuta technologie, která umožnila tento poznatek používat v průmyslové výrobě.
Paskalizace pracuje na jednoduchém principu: potravina je zabalena do pružného obalu a umístěna do tlakové komory vysokotlakého lisu. Vše je ponořeno do tlakovací kapaliny – většinou pitné vody. Po uzavření se v komoře zvýší tlak na 6000 i více barů. (srov. na nejhlubším místě Marianského příkopu v hloubce 11 km, je tlak pětkrát nižší). Tento tlak se udržuje po dobu 2 – 15 min v závislosti na typu potraviny.
Ve světě se již metoda ošetření vysokým tlakem používá na maso, šunku, uzeniny, mořské plody, ovocné a zeleninové šťávy a pyré, dressingy, dipy, guacamole, vařenou rýži, apod. V České republice je technologie v současné době využívána v některých společnostech, které vyrábějí čerstvé směsné zeleninovo-ovocné šťávy.

## Konzervování potravin
Problém životnosti potravin řeší lidstvo od nepaměti dodnes. V minulosti to byla otázka života či smrti. Lidé potřebovali uchovat sezónní potraviny z období sklizně a hojnosti na dobu nedostatku, uchránit před znehodnocením nejen potraviny na zimu, ale setbu a sadbu na příští jaro. Vědecko-technický rozmach tento proces zásadně změnil. Vyrábí a pěstuje se ve velkých objemech, potraviny cestují na velké vzdálenosti. Především u čerstvých potravin, masa, mléka, zeleniny a ovoce, trvá mnohem déle, než projdou celý řetězec od producenta přes obchodníka na náš stůl. V rámci tohoto procesu jsou čerstvé potraviny neustále ohrožovány rizikem kontaminace bakteriemi, viry, plísněmi, hrozí jim mechanické poškození. Množství takto zničených potravin je ohromné. Až 25 % světové produkce potravin se zkazí. Jen v Evropě jsou vypočítány ztráty potravin na 280 kg na osobu za rok.
Mezi tradiční a dobře známé technologie dlouhodobého konzervování potravin patří sušení, solení, mražení, tepelná úprava – pasterizace, chemické ošetření. U potravin, které se mají dostat k zákazníkovi v syrovém stavu je to opět chemické ošetření a chlazení. Zvýšená poptávka po čerstvých potravinách a nutnost udržet je déle čerstvé vede potravinářské inženýry k hledání nových technologií. Inovace musí zároveň reagovat na sílící společenskou objednávku na udržitelný rozvoj, ochranu zdrojů a etické zacházení se zvířaty.

## Možnosti paskalizace
Výhodou paskalizace je inaktivace živých mikrobů, bakterií, virů a plísní bez nutnosti ohřevu. Potravina si zachová přirozený vzhled, barvu, obsah nutričních látek, chuť i vůni. Nejde ovšem o sterilaci, potraviny zůstávají čerstvé a nadále se uchovávají chlazené, jejich trvanlivost se však několikanásobně zvýší.